# Empire (televíziós sorozat)
Az Empire egy amerikai musical dráma televíziós sorozat, ami a Foxon debütált 2015. január 7-én. A sorozat központjában a hiphopzene, a szórakoztató cég az Empire Enterprises és az alapítók tagjai közötti dráma vagyis a család közötti dráma, akik azért küzdenek hogy irányíthassák a céget. Az 1 óra hosszú családi drámát Lee Daniels és Danny Strong alkotta, a főszerepet Terrence Howard és Taraji P. Henson játssza.
2015. január 17-én a sorozatot berendelték a második évadra.

## Stáb és szereplők

### Főszereplők
- Terrence Howard mint Lucious Lyon
- Taraji P. Henson mint Cookie Lyon
- Trai Byers mint Andre Lyon
- Jussie Smollett mint Jamal Lyon
- Bryshere Y. Gray mint Hakeem Lyon
- Grace Gealey mint Anika Calhoun
- Malik Yoba mint Vernon Turner (1. évad)
- Kaitlin Doubleday mint Rhonda Lyon
- Ta'Rhonda Jones mint Porsha Taylor (2. évad, visszatérő: 1. évad)
- Gabourey Sidibe mint Becky Williams (2. évad, visszatérő: 1. évad)

### Visszatérő szereplők
- Naomi Campbell mint Camilla Marks
- Rafael de La Fuente mint Michael Sanchez
- Nealla Gordon mint Harlow Carter ügynök
- Macy Gray mint Tasha
- Damon Gupton mint Calvin Walker nyomozó
- Ta'Rhonda Jones mint Porsha Taylor
- Courtney Love mint Elle Dallas
- Judd Nelson mint Billy Baretti
- Serayah mint Tiana Brown
- Gabourey Sidibe mint Becky Williams
- Tasha Smith mint Carol Hardaway

### Vendégek
- Cuba Gooding Jr. mint Dwayne "Puma" Robinson
- Gladys Knight mint önmaga
- Anthony Hamilton mint önmaga
- Raven-Symoné mint Olivia
- Sway Calloway mint önmaga
- Joss Stone mint Wynter

## Epizódok
| Évad | Évad | Részek száma | Részek száma | Eredeti sugárzás     | Eredeti sugárzás  | Eredeti adó | Magyar sugárzás     | Magyar sugárzás     | Magyar adó |
| Évad | Évad | Részek száma | Részek száma | Évadbemutató         | Évadzáró          | Eredeti adó | Évadbemutató        | Évadzáró            | Magyar adó |
| ---- | ---- | ------------ | ------------ | -------------------- | ----------------- | ----------- | ------------------- | ------------------- | ---------- |
|      | 1.   | 12           | 12           | 2015. január 7.      | 2015. március 18. | Fox         | 2015. február 11.   | 2015. április 29.   | Fox        |
|      | 2.   | 18           | 18           | 2015. szeptember 23. | 2016. május 18.   | Fox         | 2015. november 10.  | 2016. július 7.     | Fox        |
|      | 3.   | 18           | 18           | 2016. szeptember 21. | 2017. május 24.   | Fox         | 2017. január 13.    | 2017. július 25.    | Fox        |
|      | 4.   | 18           | 18           | 2017. szeptember 27. | 2018. május 23.   | Fox         | 2020. szeptember 1. | 2020. szeptember 1. | FOX+       |
|      | 5.   | 18           | 18           | 2018. szeptember 26. | 2019. május 8.    | Fox         | 2020. november 1.   | 2020. november 1.   | FOX+       |
|      | 6.   | 18           | 18           | 2019. szeptember 24. | 2020. április 21. | Fox         | n. a.               | n. a.               | n. a.      |

## Gyártás
2014. május 6-án a Fox berendelte az Empire-t egy sorozatra, a 2014-2015-ös szezonra.